# Maradi (miasto)

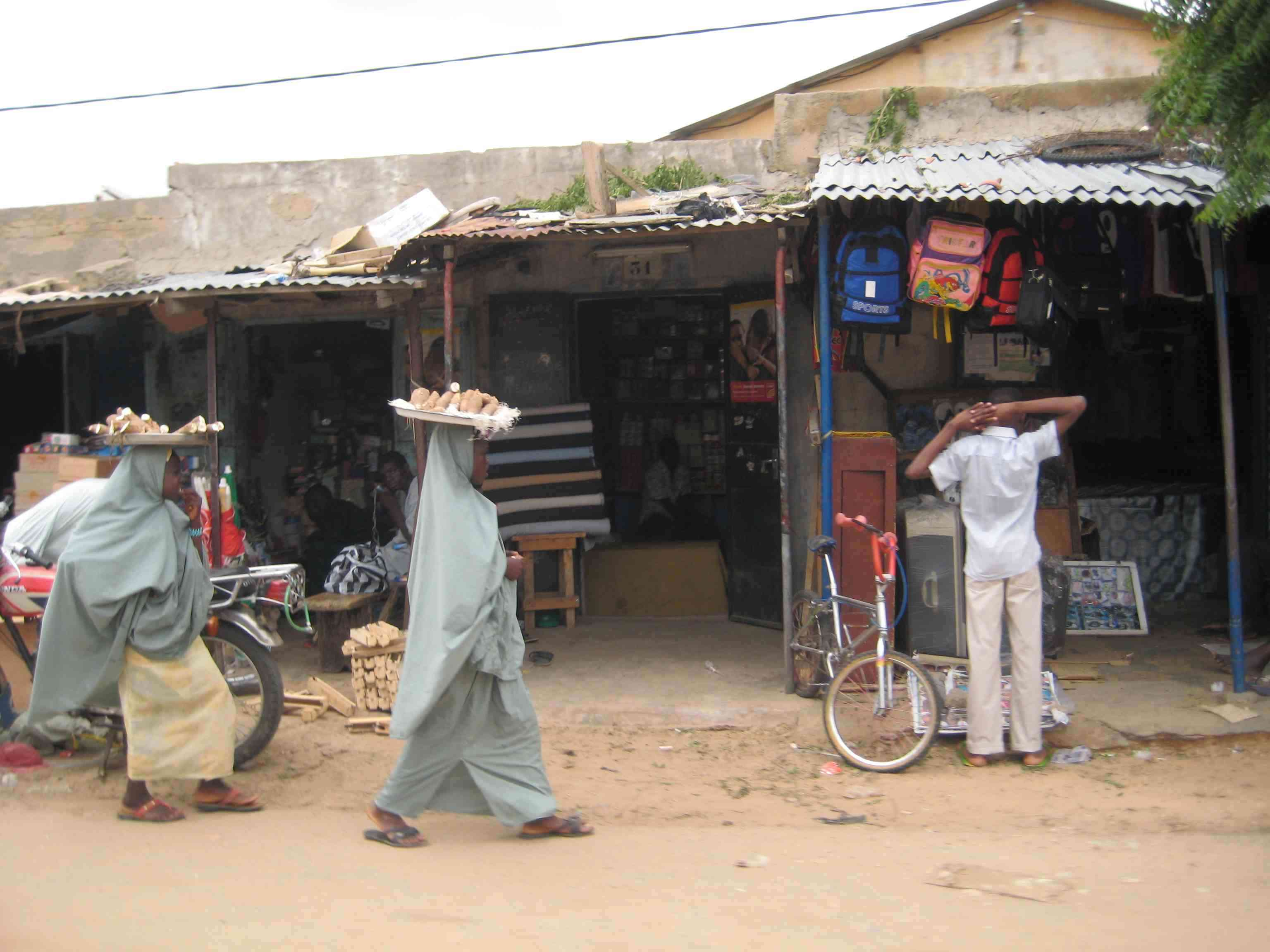
Targ w Maradi

Maradi – miasto w południowej części Nigru, w regionie Maradi, w departamencie Madarounfa. Położone jest nad rzeką Maradi, w pobliżu granicy z Nigerią. Stanowi ośrodek administracyjny regionu. Według danych szacunkowych w 2013 roku liczyło 191 279 mieszkańców. Trzecie pod względem liczby ludności miasto kraju.
W mieście rozwinął się przemysł skórzany oraz olejarski.